# Brasilogonopus attemsi
Brasilogonopus attemsi är en mångfotingart som beskrevs av Karl Wilhelm Verhoeff 1943. Brasilogonopus attemsi ingår i släktet Brasilogonopus och familjen orangeridubbelfotingar. Inga underarter finns listade i Catalogue of Life.